# I promessi sposi
I promessi sposi er en italiensk stumfilm fra 1923 af Mario Bonnard.

## Medvirkende
- Emilia Vidali som Lucia
- Domenico Serra som Renzo
- Ninì Dinelli
- Mario Parpagnoli som Don Rodrigo
- Rodolfo Badaloni som l'Innominato
- Umberto Scalpellini som Don Abbondio
- Ida Carloni Talli som Agnese
- Raimondo Van Riel som il Griso